# Iochroma warscewiczii
Iochroma warscewiczii är en potatisväxtart som beskrevs av Eduard August von Regel. Iochroma warscewiczii ingår i släktet Iochroma och familjen potatisväxter. Inga underarter finns listade i Catalogue of Life.

## Bildgalleri

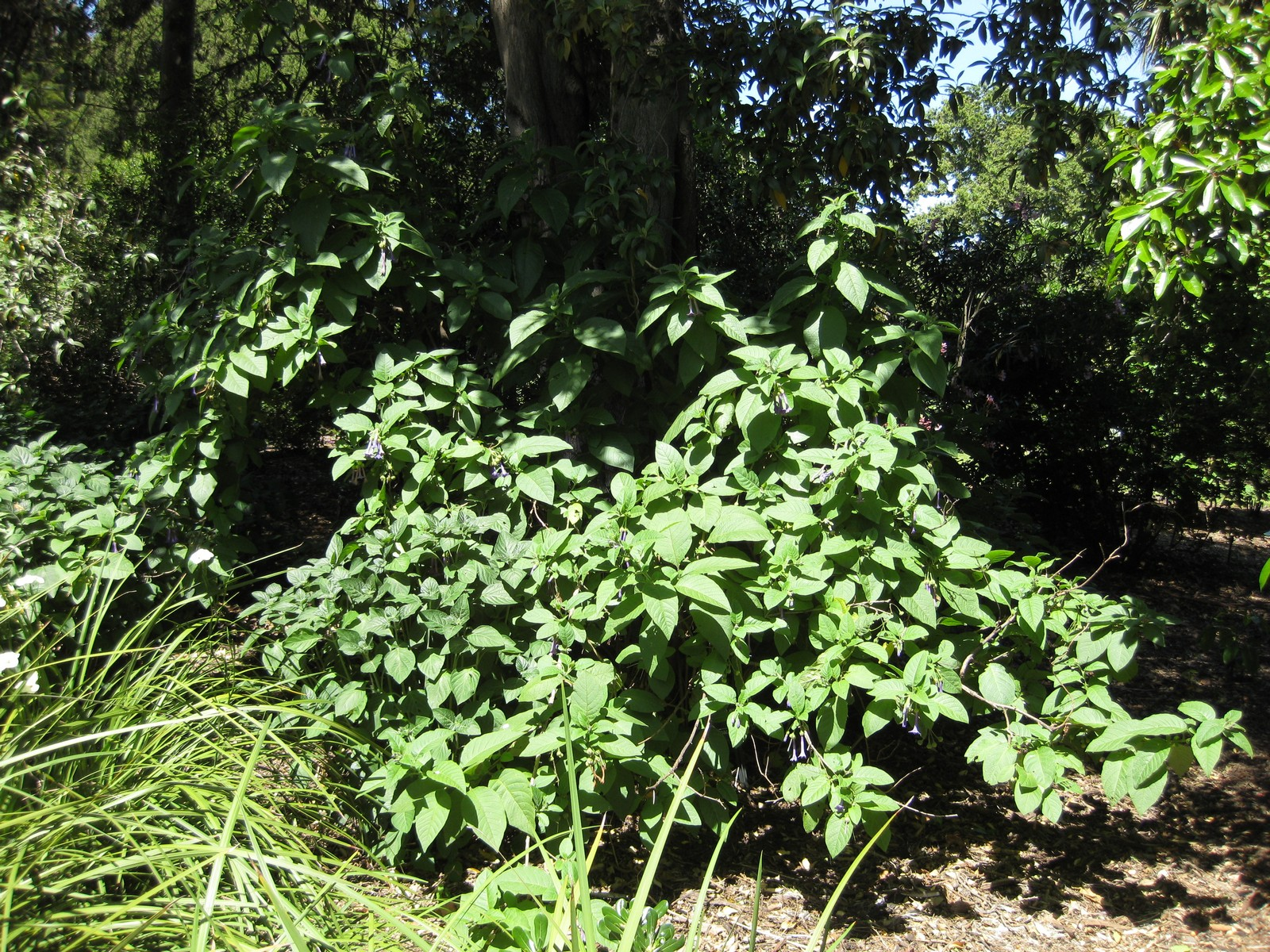
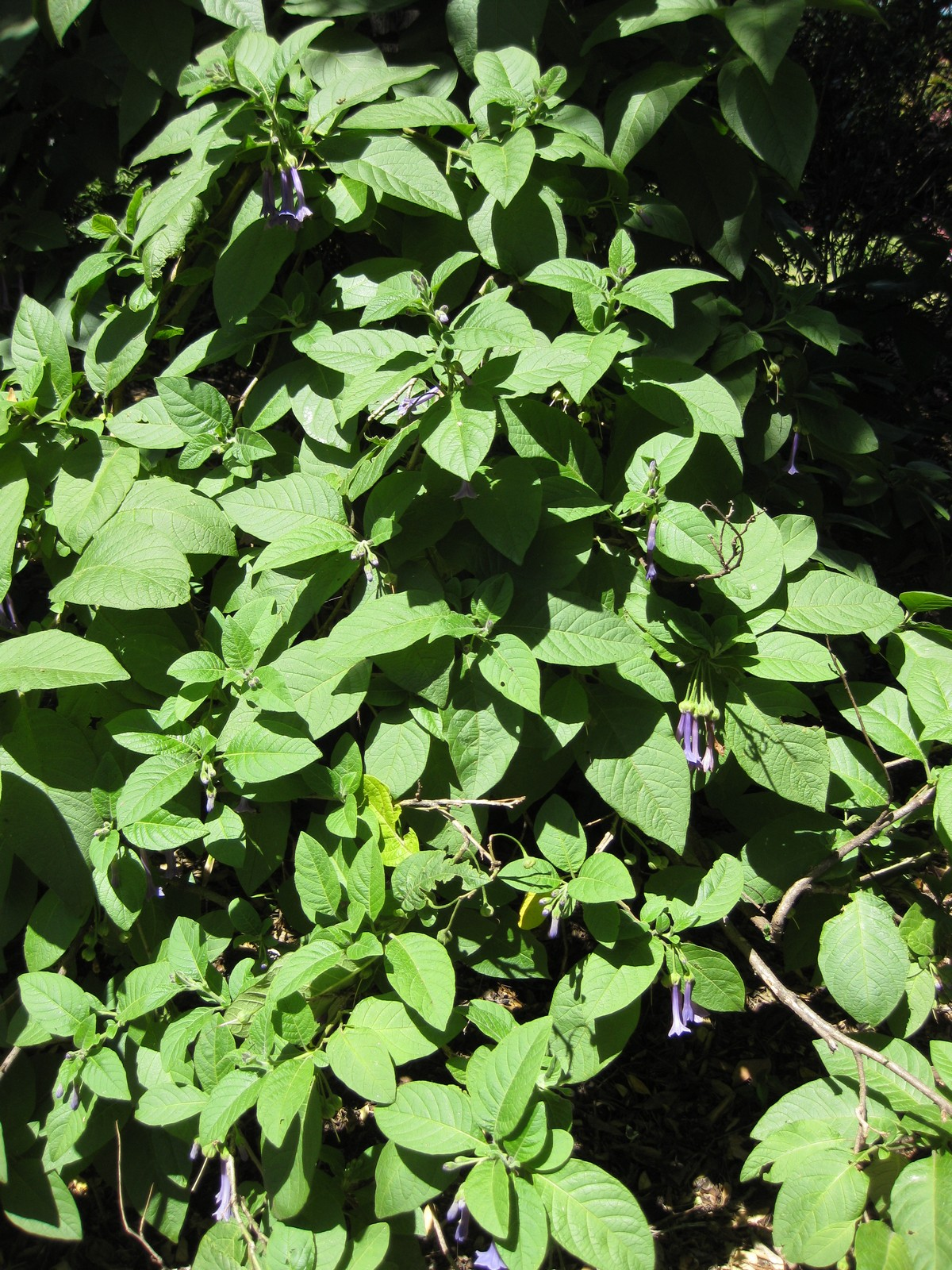
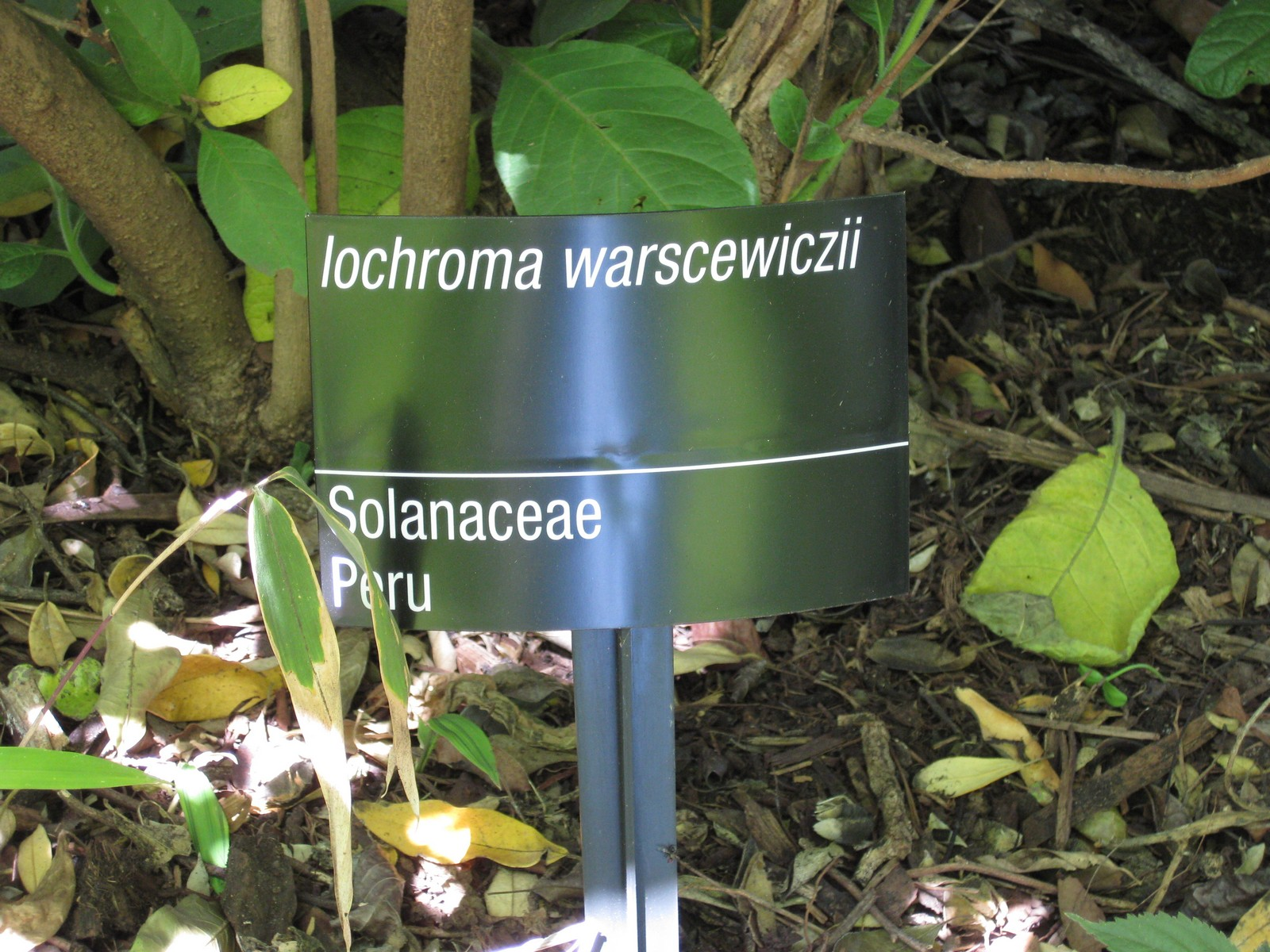
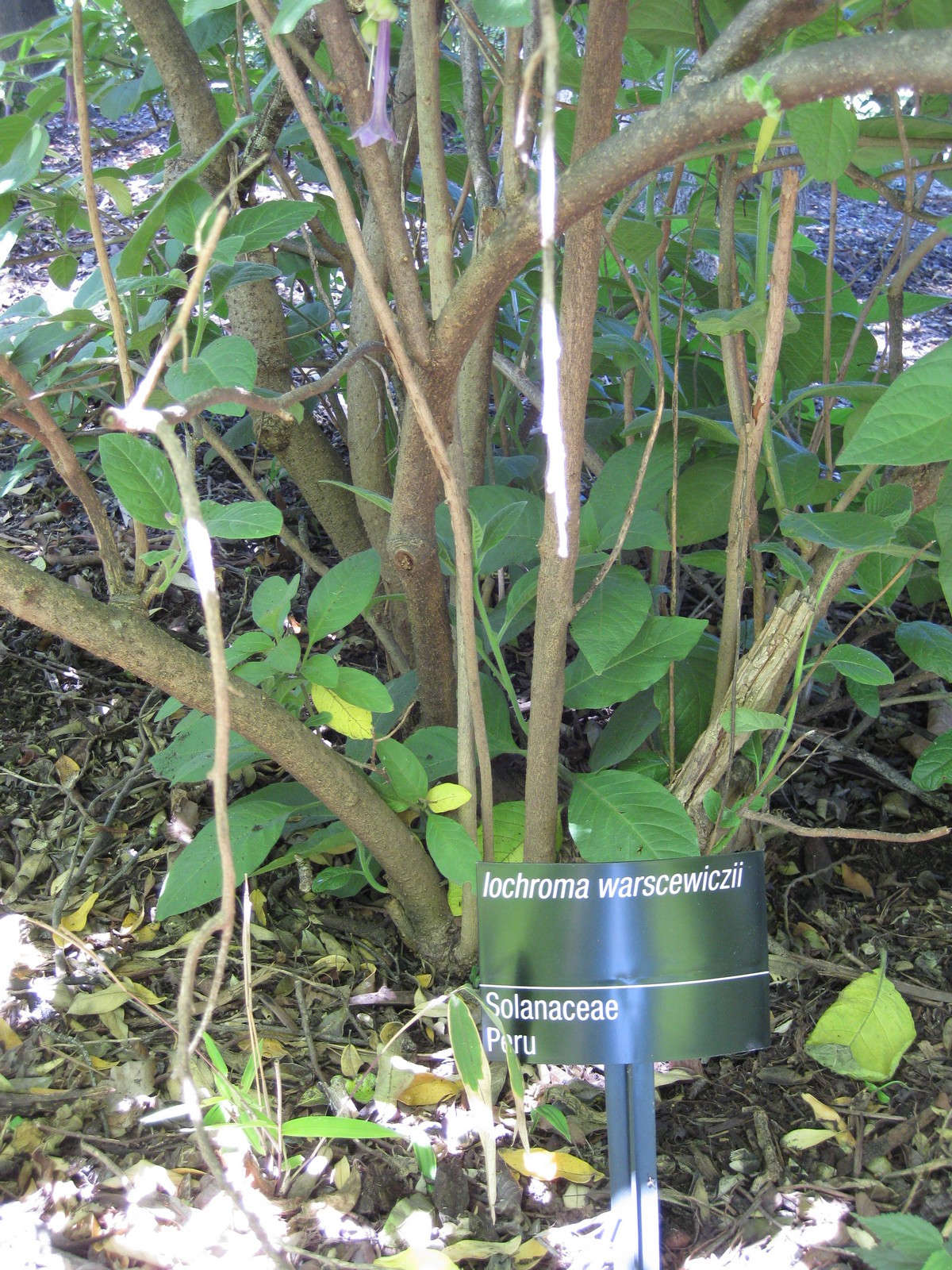
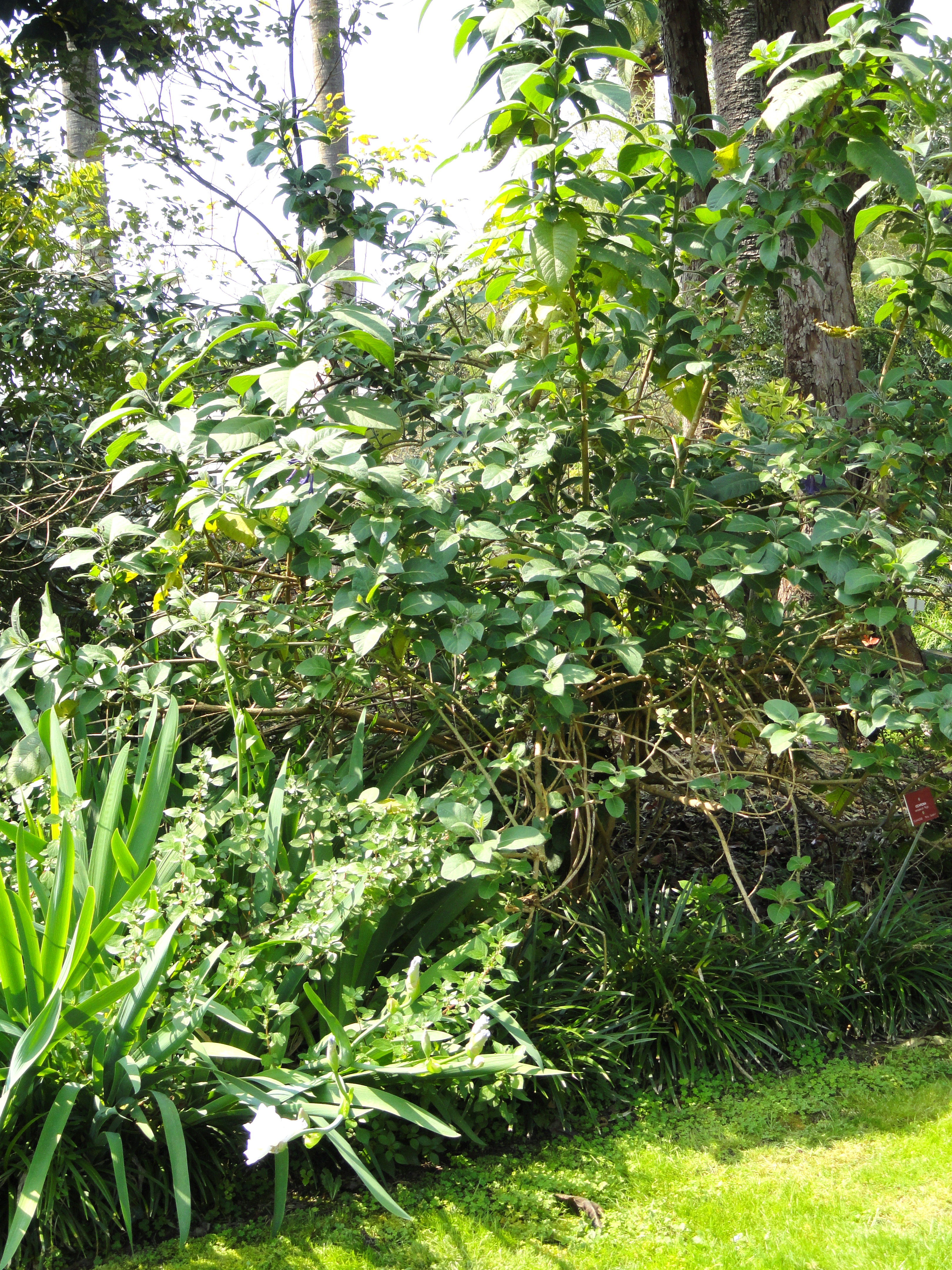